# Lithophane washingtonia
Lithophane washingtonia är en fjärilsart som beskrevs av Augustus Radcliffe Grote 1883. Lithophane washingtonia ingår i släktet Lithophane och familjen nattflyn. Inga underarter finns listade i Catalogue of Life.